# Barrera del Tàmesi

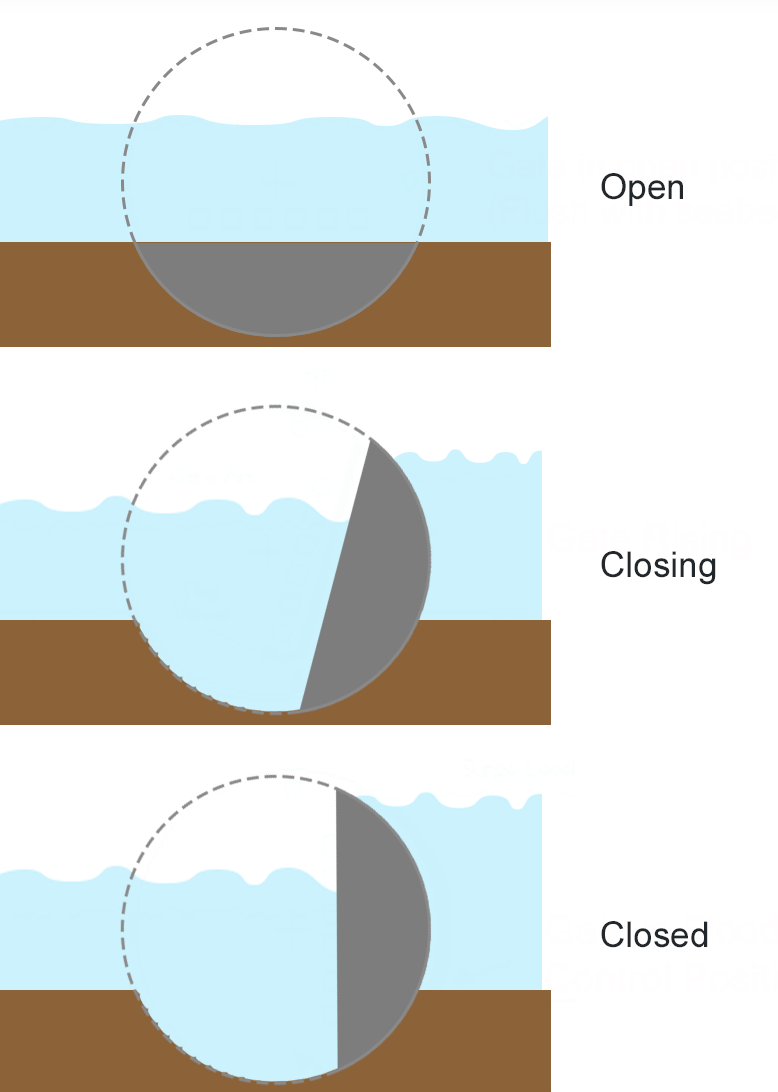
Esquema que mostra el funcionament de les comportes; en la pràctica, la barrera s'eleva més enllà del punt que es mostra, això permet que l'aigua flueixi per sota de la barrera de manera controlada.

La Barrera del Tàmesi és la segona barrera contra inundacions més gran del món -després de la Maeslantkering als Països Baixos- i està situada aigües avall del centre de Londres, al Regne Unit. La seva finalitat és evitar que Londres quedi inundada per plenamars excepcionalment altes o per tempestes procedents del mar. La barrera s'aixeca només durant la plenamar mentre que descendeix durant la baixamar per alliberar el cabal del Tàmesi que s'acumula aigües amunt, mentre la barrera està tancada. El seu extrem nord es troba en Silvertown, al districte londinenc de Newham i el sud està a New Charlton, zona de Charlton, al Royal Borough de Greenwich. L'informe de Sir Hermann Bondi sobre la inundació que va originar un temporal al mar del Nord el 1953 i que va afectar l'estuari del Tàmesi i algunes zones de Londres, va ser decisiu per a la construcció de la barrera.

## Descripció
L'estructura, disposada al llarg dels 520 metres de l'amplada del riu, divideix el mateix en quatre canals de 60 metres d'amplada, dos més petits de 30 metres d'amplada, tots navegables i uns altres quatre de 30 metres d'amplada no navegables amb el cabal mitjà del riu. Està estructurada sobre nou pilars de formigó i dues espatlles a la vora del riu. Les mampares estan fetes d'acer i poden girar sobre si mateixes per tancar les portes impedint el pas de l'aigua, Són buides a l'interior i es poden omplir amb aigua en cas de necessitat, amb un sistema hidràulic que les tanca en tan sols 15 minuts des del moment de l'arrencada.
Abans del 1990, el sistema solia posar-se en marxa entre un i dos cops l'any, de mitjana. Des del 1990, el nombre de tancaments ha augmentat fins a quatre vegades per any i el 2003 es va tancar fins en 14 marees consecutives. apart de les marees, les barreres es van tancar dues vegades el 9 de novembre de 2007 per fer front a una tempesta al Mar del Nord similar a la de 1953.

## Projecte i construcció
El concepte de mampares giratòries va ser desenvolupat per Charles Draper. Van ser dissenyades per Rendel, Palmer i Tritton a petició del Greater London Council. Woolwich, el lloc de l'emplaçament, va ser escollit pel fet que les ribes del riu eren bastant rectes i el llit del riu era prou fort com per suportar la càrrega dels pilons. Els treballs van començar el 1974 i van finalitzar el 1982. Apart de la barrera, en si mateixa, les ribes del riu es van haver de reforçar al llarg d'uns 18 quilòmetres aigües avall.

## Operació
| període             | Tancaments deguts a la marea | Tancaments deguts a inundacions | Nombre de tancaments |
| ------------------- | ---------------------------- | ------------------------------- | -------------------- |
| 1982-1990           | 4                            | 4                               | 8                    |
| 1991-2000           | 22                           | 9                               | 31                   |
| 2001-2010           | 52                           | 28                              | 80                   |
| 2011-2020 (en curs) | 16                           | 46                              | 62                   |

Va ser tancat dues vegades el 9 de novembre de 2007 durant una tempesta similar a la de 1953. Als Països Baixos també es va tancar Oosterscheldekering i Maeslantkering aquest dia.
Es va produir un accident el 27 d'octubre de 1997. La draga MV sand Kite, que funcionava amb boira intensa, va xocar amb una de les barreres del Thames. El dany causat per aquest incident va ser considerable. Quan el vaixell es va enfonsar, la seva càrrega de 33.000 tones de grava es va vessar a una de les mampares de la porta, deixant-la fora de servei. A més a més, es va danyar la pintura anticorrosiva.

## Futur
La barrera ha estat dissenyada per servir fins al 2030 per a una mitjana de 2 a 3 tancaments anuals, però es tanca de mitjana entre 6 i 7 vegades l'any. Tècnicament podria servir fins al 2070, però els estudis publicats el 2013 demostren que aviat serà insuficient. El Ministeri de Medi Ambient va respondre que no estava previst substituir-la fins al 2070. No obstant això, s'han anat proposant periòdicament diferents projectes.

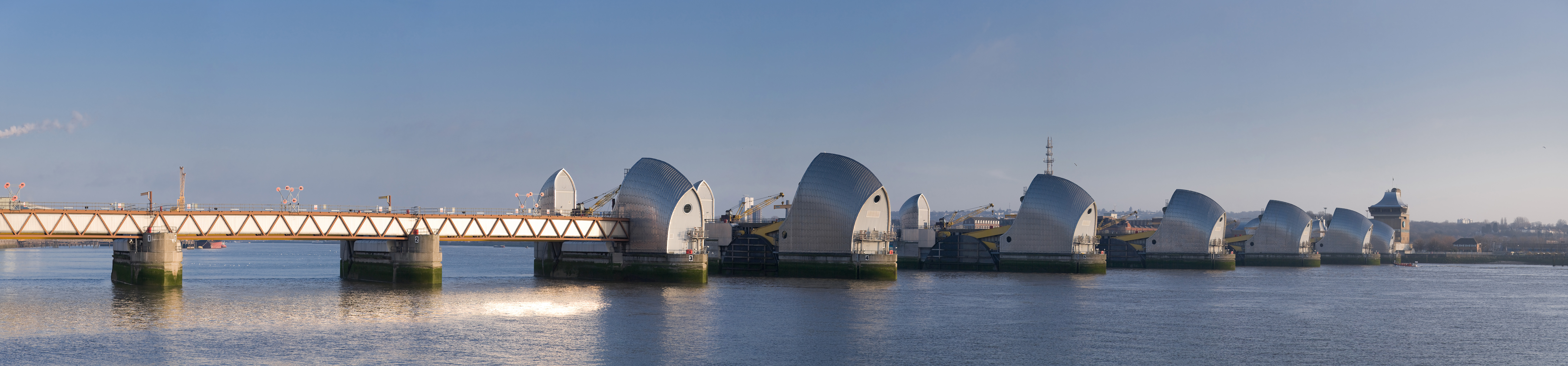
Panorama de la barrera del Tàmesi.

## Galeria d'imatges

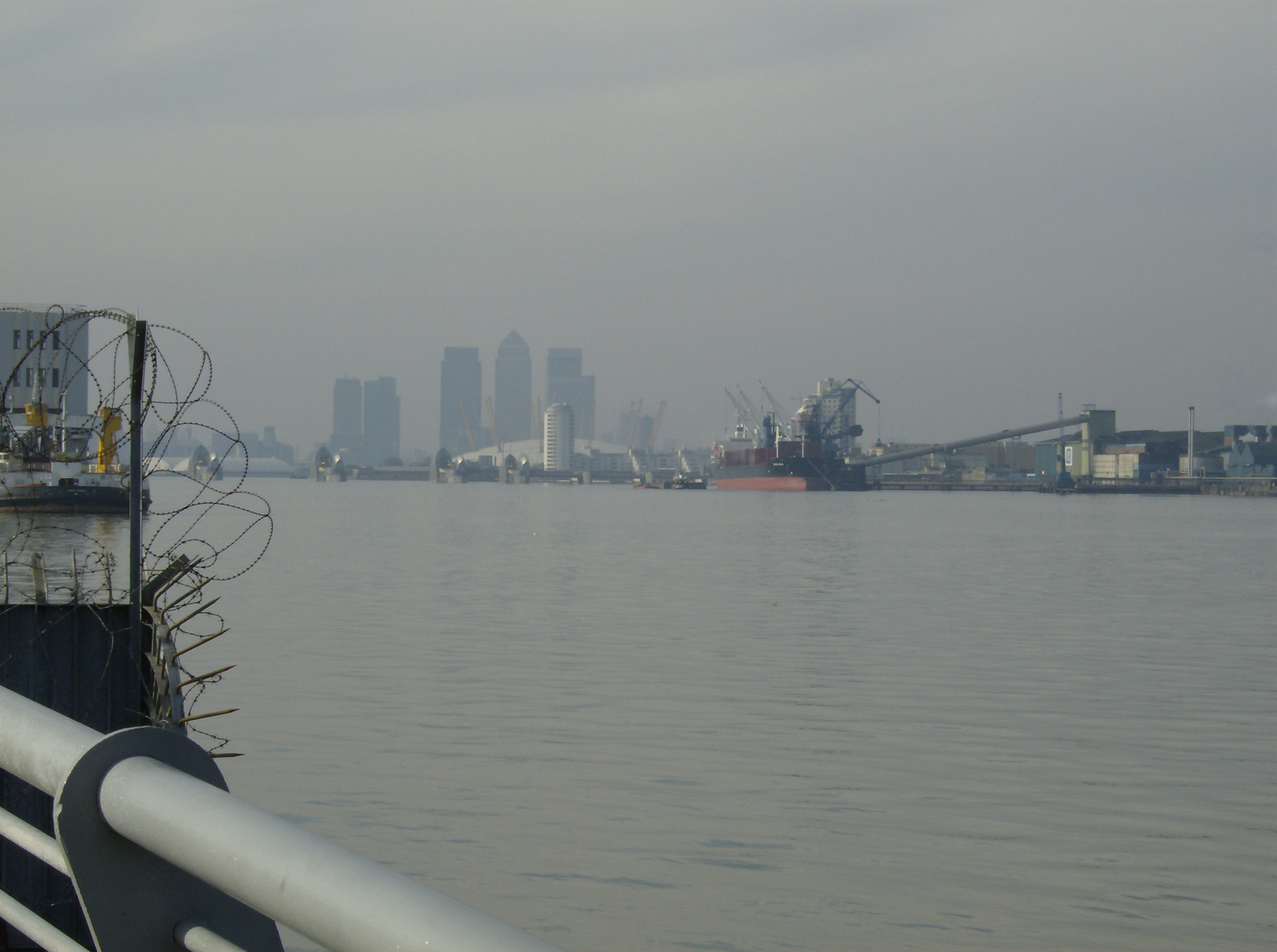
La barrera del Tàmesi vista des de Woolwich.
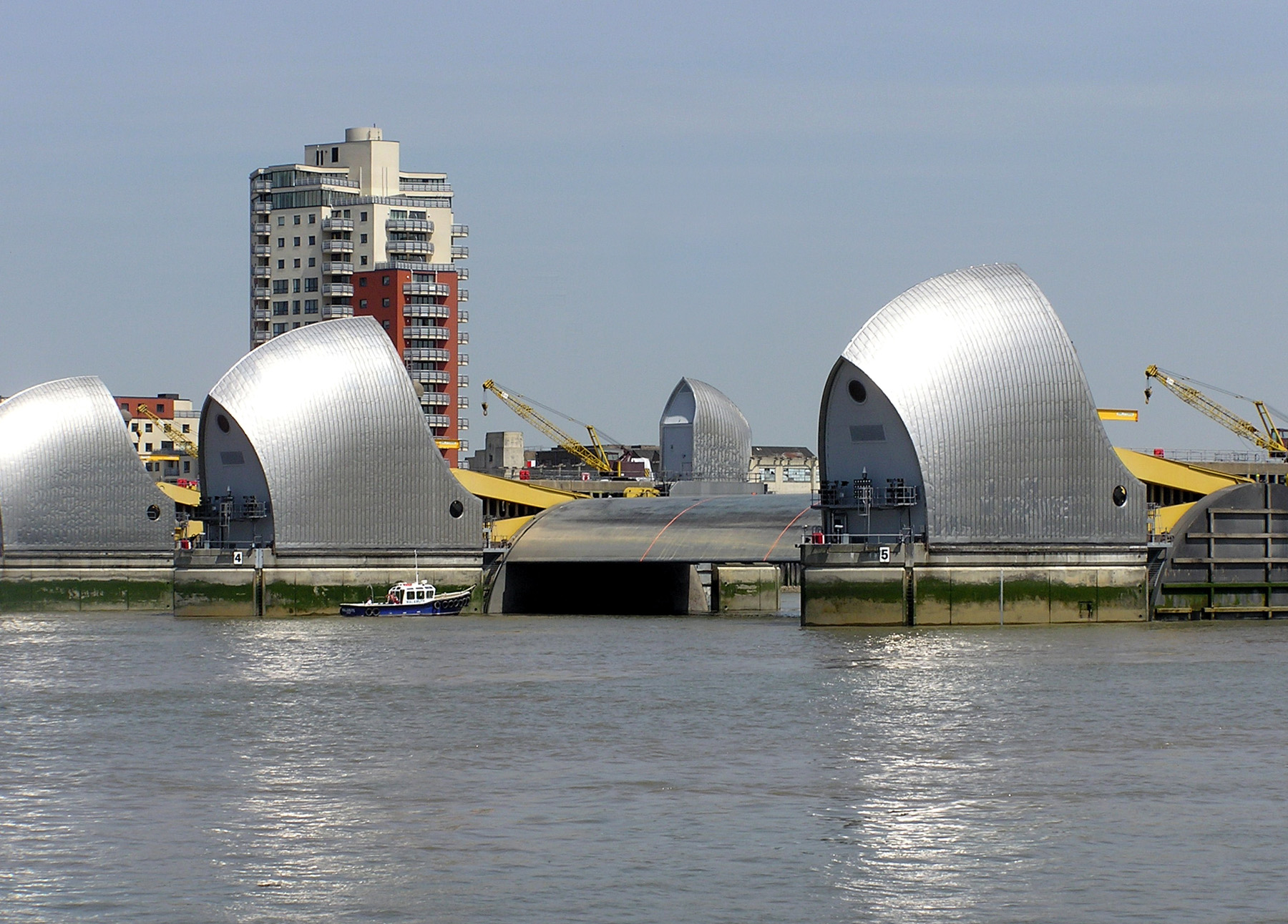
Una altra vista de les barreres mòbils.
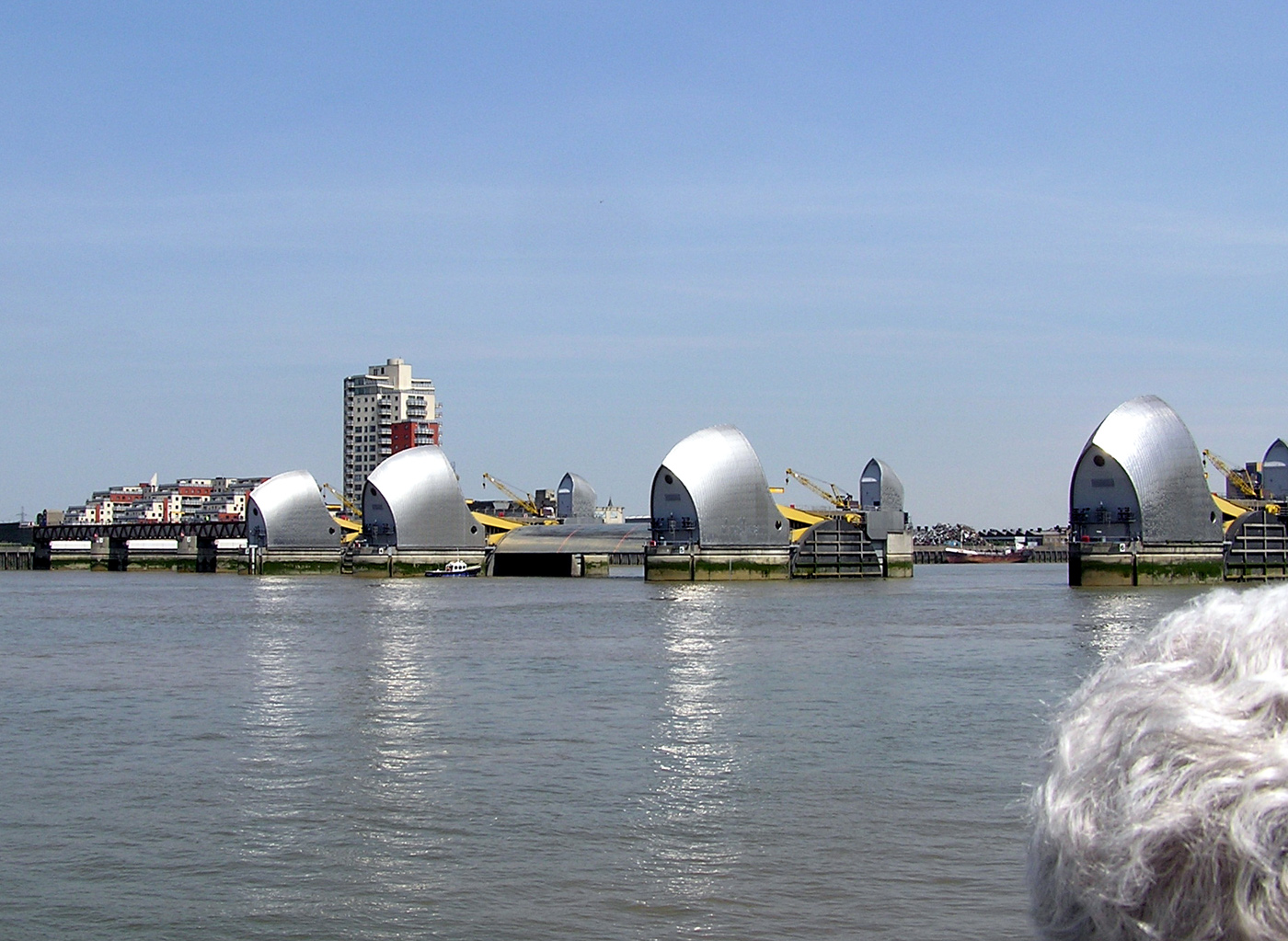
Porta F, de la Barrera del Tàmesi, en funcionament.
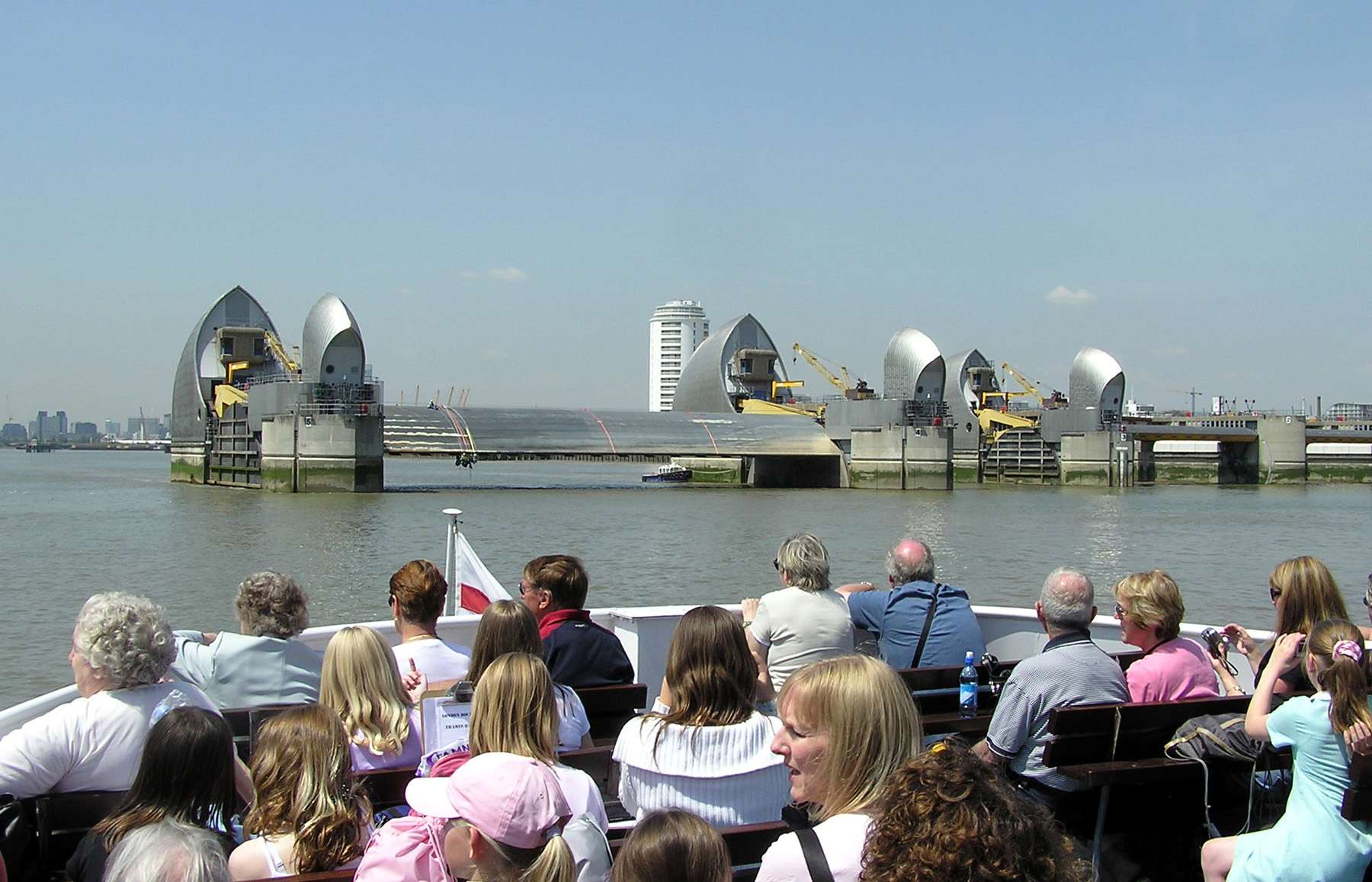
Pla llunyà d'una porta en ús
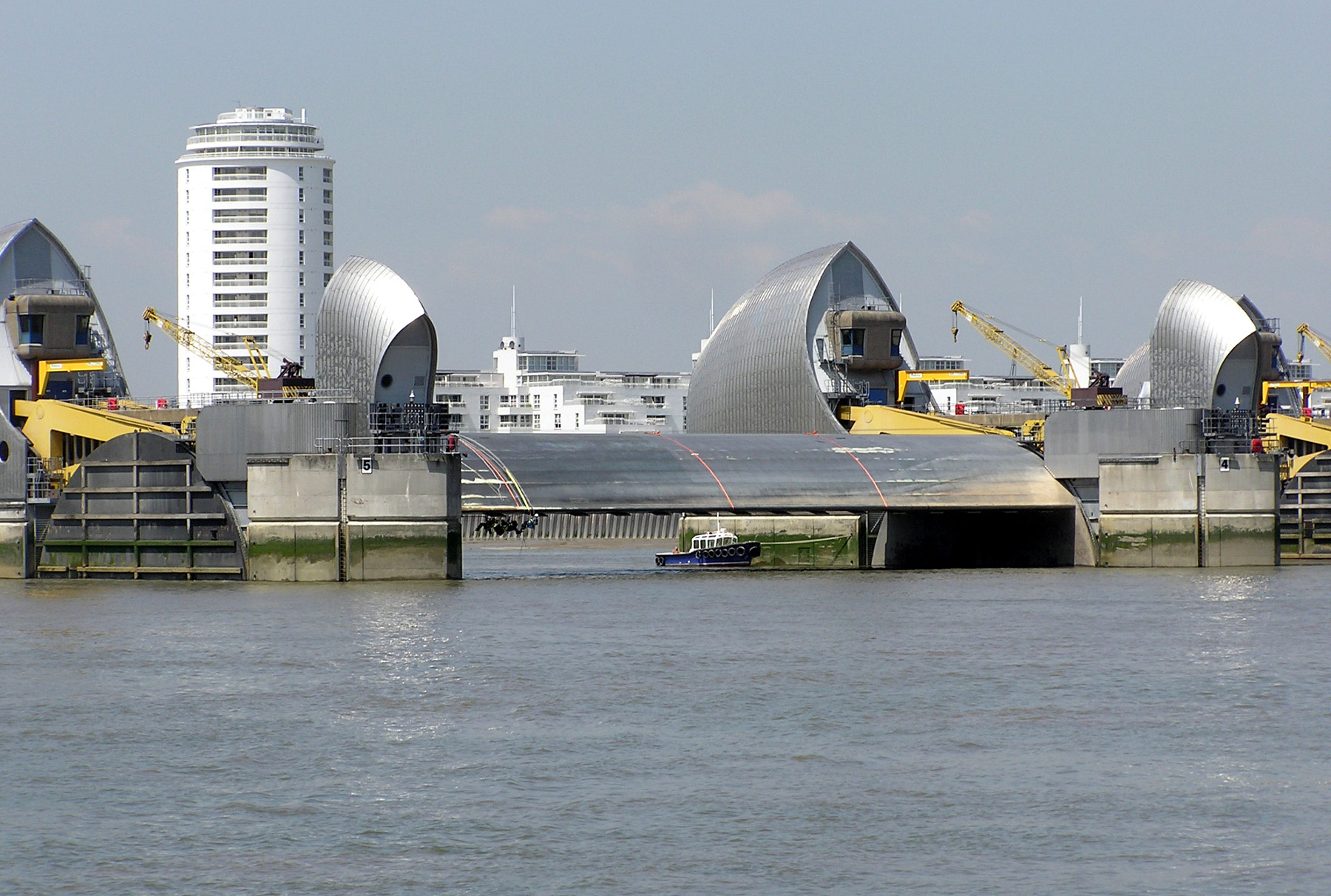
Pla mitjà d'una porta en ús
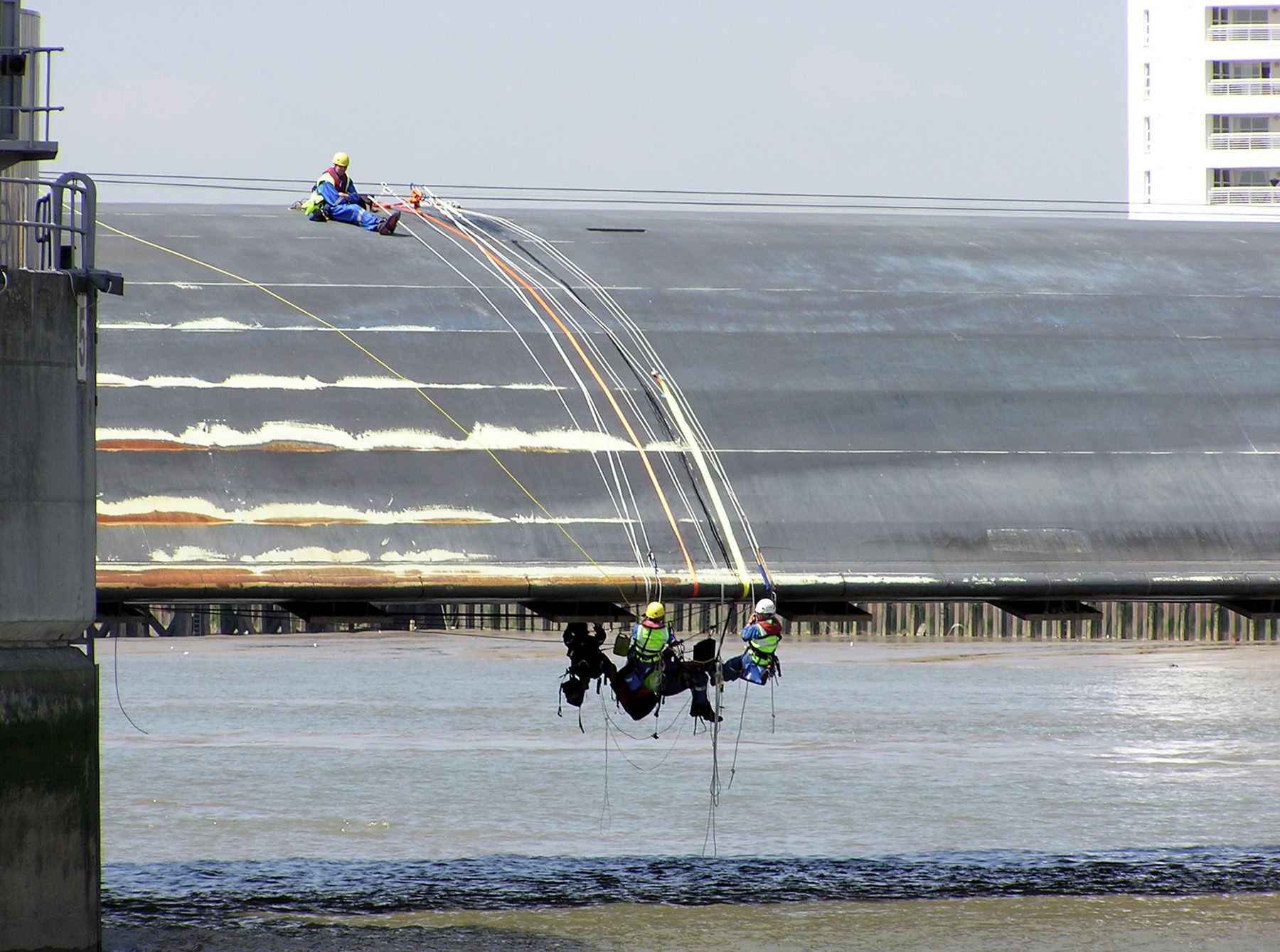
Primer pla d'una porta en ús
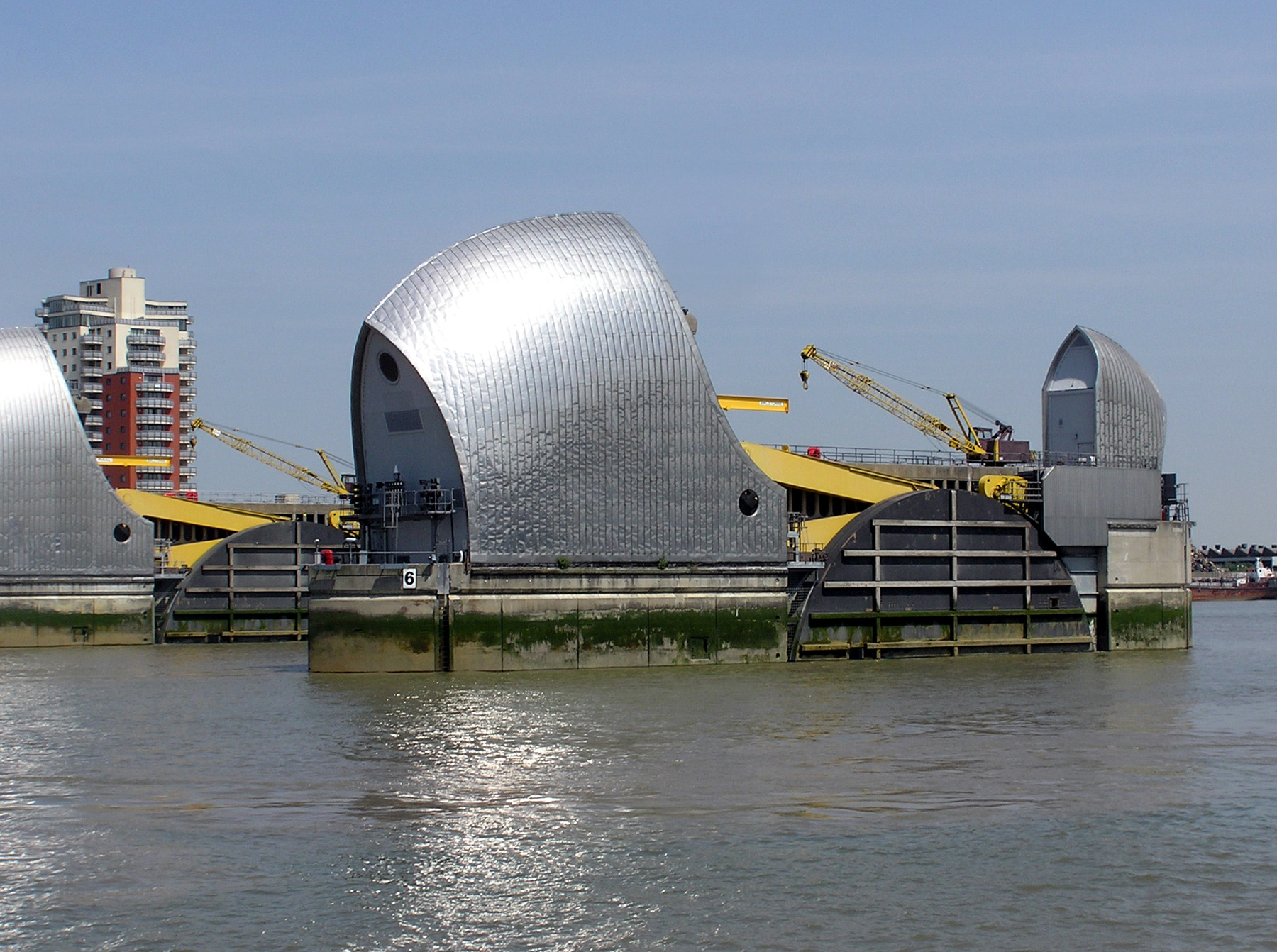
Pilar 6 de la Barrera del Tàmesi
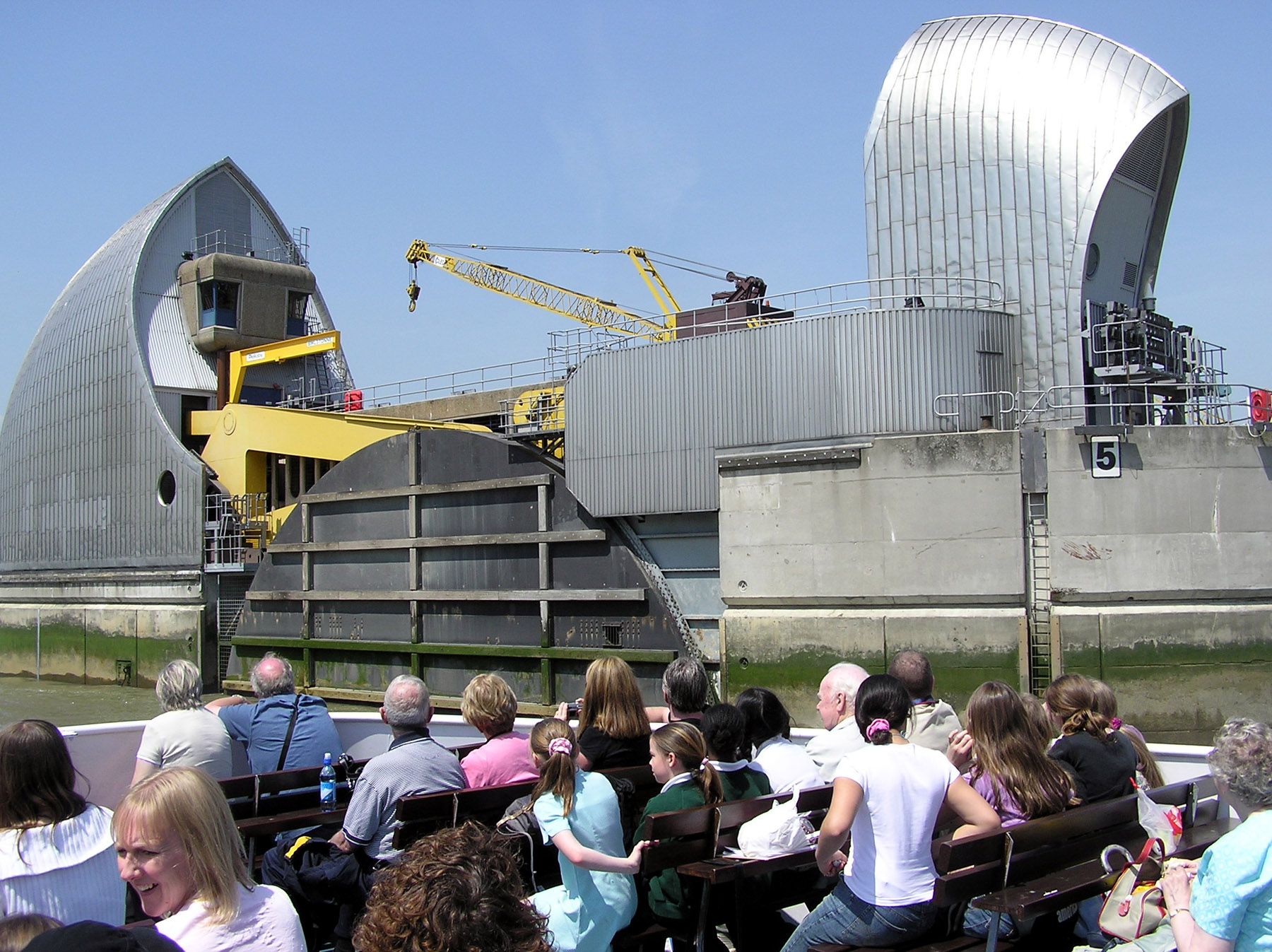
Primer pla d'un Pilar